# Shaam News Network
Shaam News Network (Arabic: شبكة شام الإخبارية) (SNN) là một cơ quan truyền thông đối lập ở Syria. Nó được đặt tên theo tên tiếng Ả Rập của vùng Levant. Cơ quan này do những nhà hoạt động người Mỹ gốc Syria tài trợ kể từ khi bắt đầu cuộc Nội chiến Syria vào năm 2011. SNN chuyên đăng video, ảnh chụp và bài viết của các nhà báo công dân trên trang web và mạng xã hội của mình. SNN cũng xuất bản một tờ báo lấy tên là Shaam. Nhiều hãng truyền thông quốc tế đã sử dụng đoạn phim do Shaam News Network công bố, bao gồm Al Jazeera English, Associated Press, Al Arabiya, Al Aan TV, và Sky News Arabia.